# Clemerson de Araújo Soares
Clemerson de Araújo Soares, född den 8 augusti 1977 i Caruaru i Brasilien, är en brasiliansk före detta professionell fotbollsspelare (anfallare).
Araújo avslutade sin karriär 2014 i den brasilianska fotbollsklubben Goiás Esporte Clube.